# Serie A 1925 (pallapugno)
La Serie A di pallapugno 1925, organizzata per la prima volta dall'opera nazionale del dopolavoro fascista, è stata il tredicesimo campionato italiano di pallapugno. Si è svolta nel 1925, terminando il 24 settembre, e la vittoria finale è andata per la prima volta alla squadra di Imperia, capitanata da Raffaele Ricca, al suo primo scudetto.

## Formula
Secondo i documenti reperibili le squadre iscritte disputarono un girone di qualificazione e la finale. Tutti gli incontri si svolsero allo Sferisterio Borgo Vanchiglia di Torino.

## Squadre partecipanti
Parteciparono al torneo quattro società sportive italiane, tre provenienti dal Piemonte e una dalla Liguria.
| Squadra     | Provenienza | Campionati di Serie A | Risultato 1924               |
| ----------- | ----------- | --------------------- | ---------------------------- |
| Acqui Terme | Piemonte    | 5                     | 2° in Serie A                |
| Beinette    | Piemonte    | 4                     | Campione d'Italia di Serie A |
| Bra         | Piemonte    | 8                     | 3° in Serie A                |
| Imperia     | Liguria     | Esordio               | -                            |

## Formazioni
| Squadra     | Battitore           | Spalla          | Terzini                                     |
| ----------- | ------------------- | --------------- | ------------------------------------------- |
| Acqui Terme | Maggiorino Bistolfi | Colombano       | G. Solferino, Q. Depetris, Bertonasco, Siri |
| Beinette    | Alfredo Marengo     | Silvestro Gyp   | Raimondo, Civallero                         |
| Bra         | Pierino Bonsignore  | Rizieri         | ?                                           |
| Imperia     | Raffaele Ricca      | Maurizio Aprile | Maurizio Bruno, Depanis                     |

## Torneo

### Qualificazioni

#### Risultati
| Acqui Terme - Bra      | 11 - 3 |
| Imperia - Acqui Terme  | 11 - 6 |
| Beinette - Bra         | 11 - 1 |
| Imperia - Beinette     | 11 - 8 |
| Imperia - Bra          | 11 - 5 |
| Beinette - Acqui Terme | 11 - 3 |

#### Classifica
| Pos. | Squadra     | P | G | V | P | GV | GP | DG  |
| 1    | Imperia     | 3 | 3 | 3 | 0 | 33 | 19 | +14 |
| 2    | Beinette    | 2 | 3 | 2 | 1 | 30 | 17 | +13 |
| 3    | Acqui Terme | 1 | 3 | 1 | 2 | 20 | 25 | -5  |
| 4    | Bra         | 0 | 3 | 0 | 3 | 9  | 33 | -24 |

### Finali
| set.    | Imperia - Beinette | 12 - 12 |
| 24 set. | Imperia - Beinette | 11 - 4  |

## Verdetti
- Imperia Campione d'Italia 1925 (1º titolo)